# Гісбек
Гісбек (нід. Giesbeek) — село в нідерландській провінції Гелдерланд. Входить до муніципалітету Зевенар.
Перші згадки про населений пункт датуються другою половиною 14-го сторіччя.

## Галерея

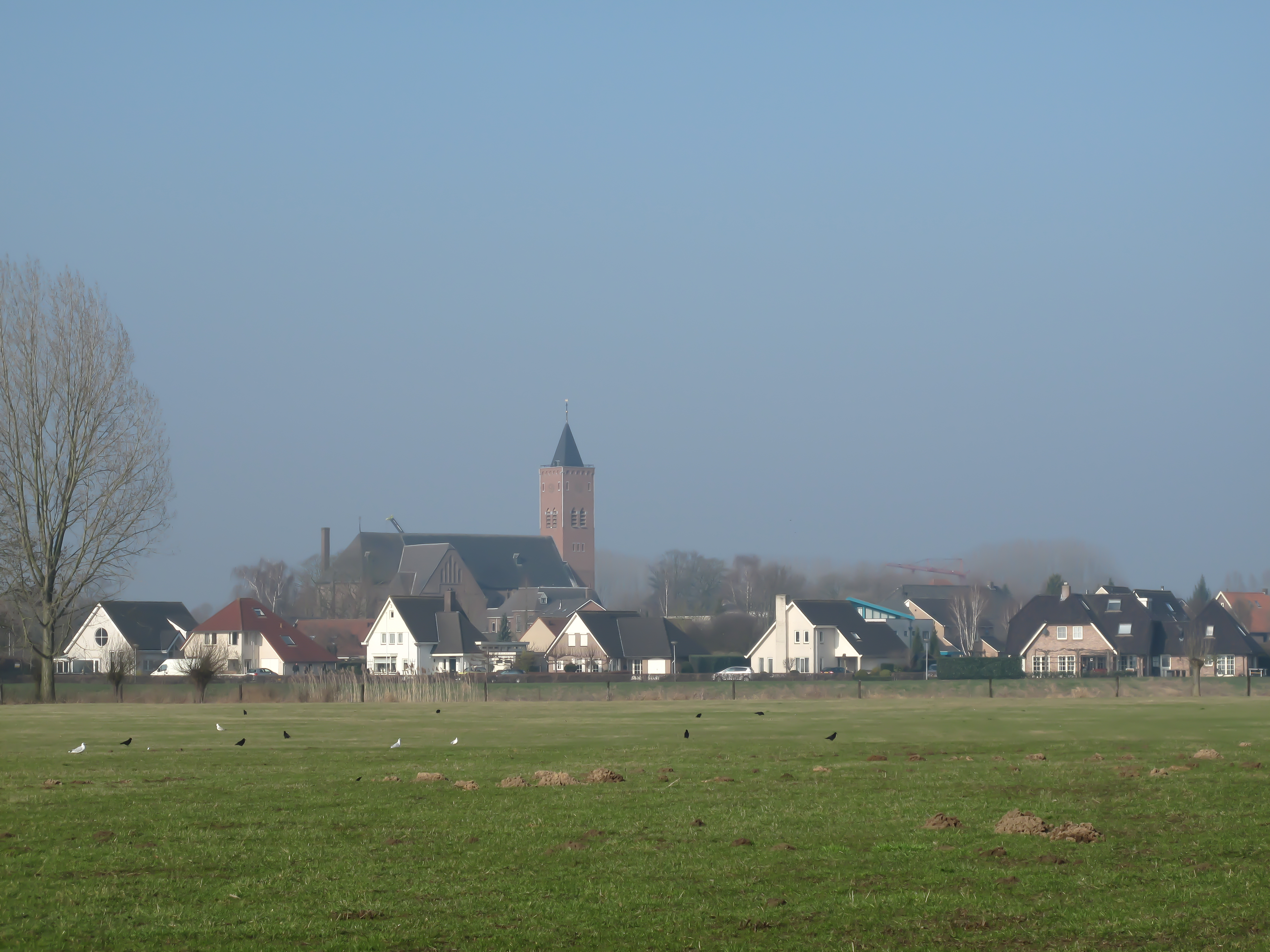
Панорама села
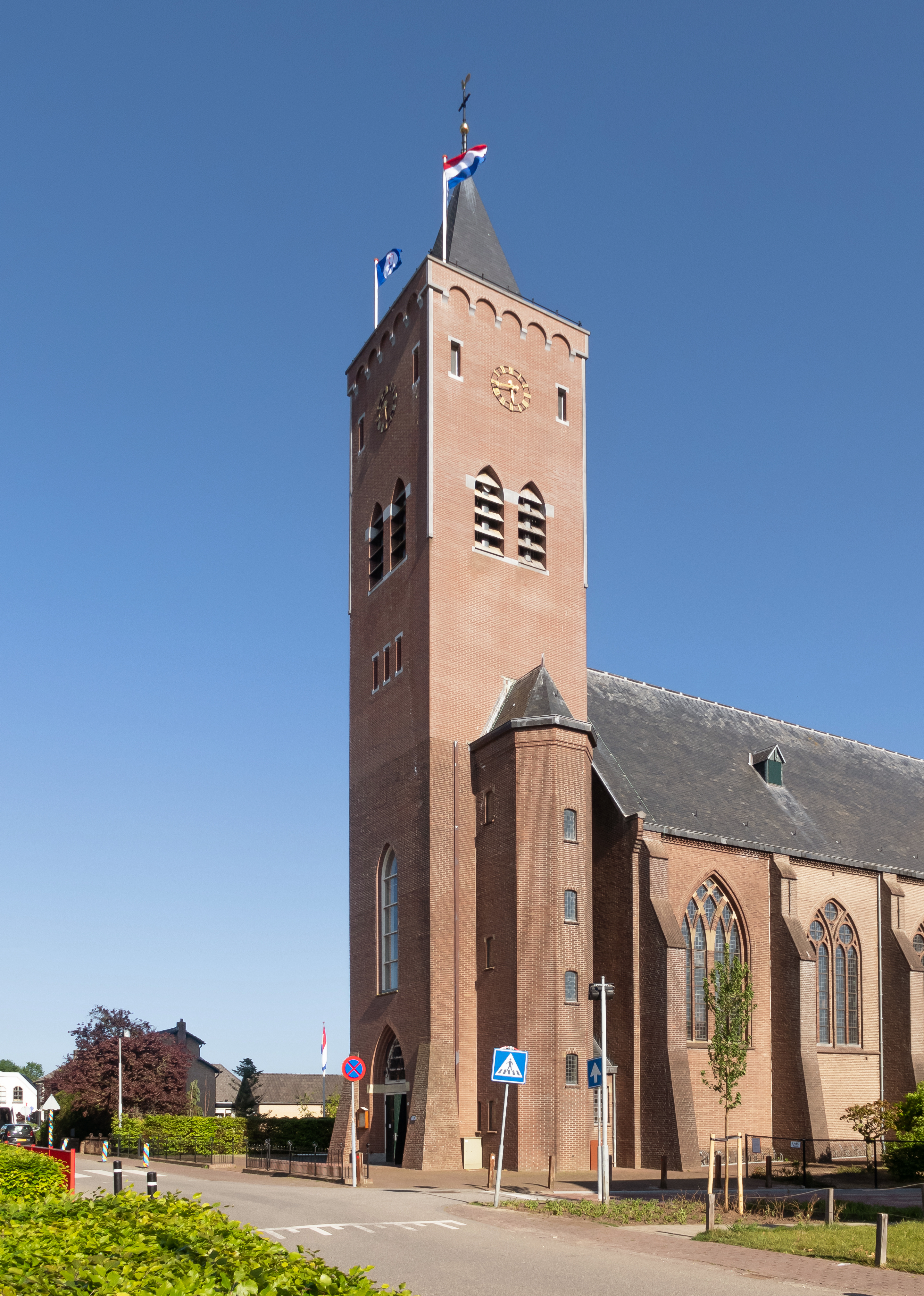
Церква
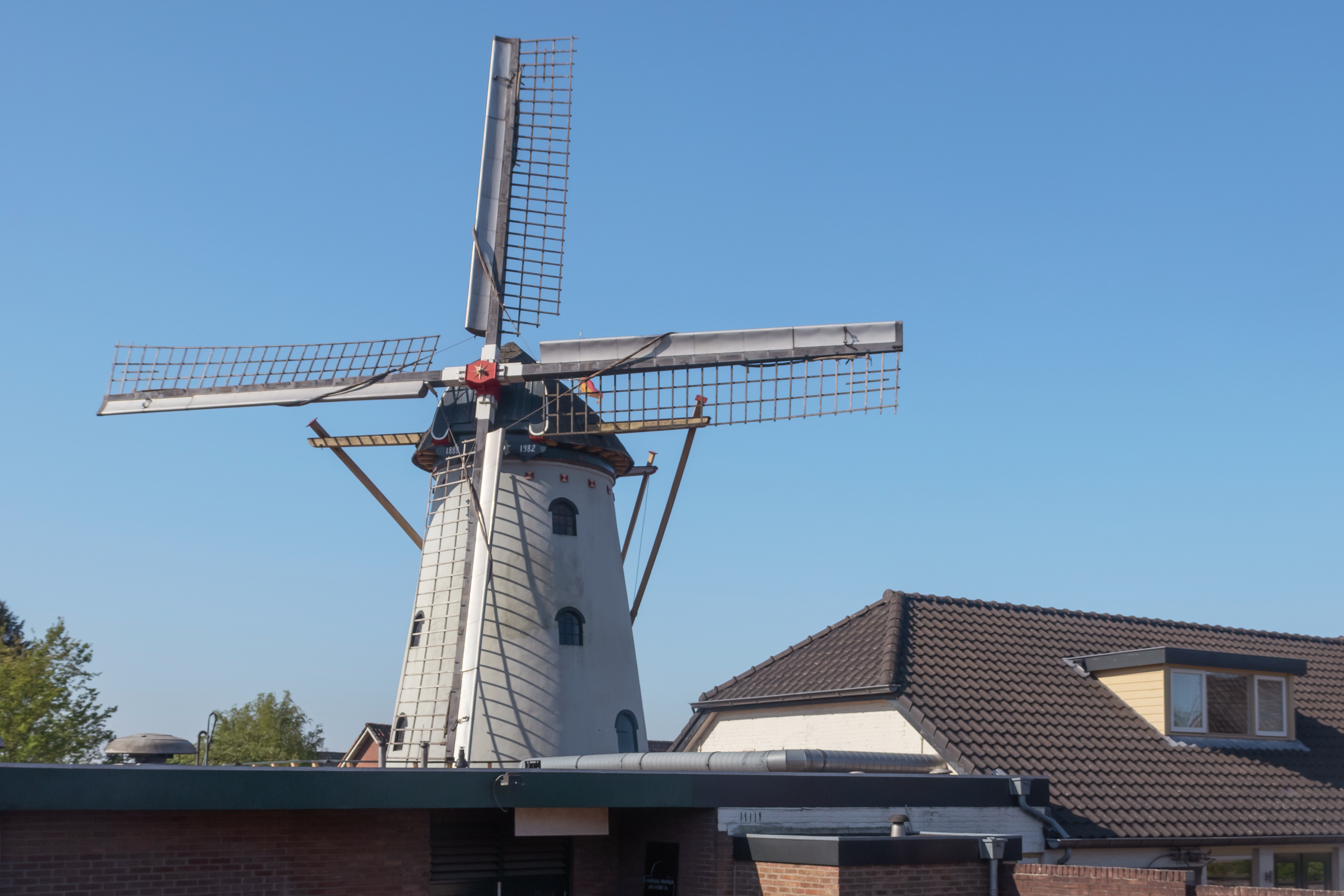
Вітряк
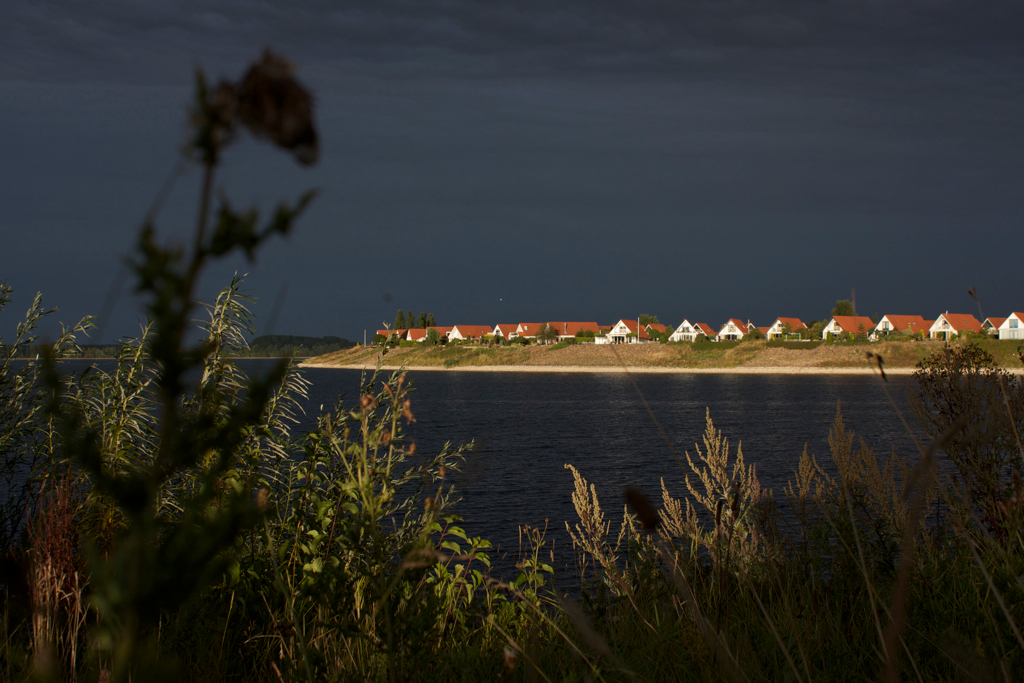
Кемпінг